# Патос (остров, Венесуэла)
Патос (исп. Isla de Patos) — небольшой (0,6 км²) по площади необитаемый остров вулканического происхождения, принадлежащий Венесуэле.

## Географическое положение
Остров Патос располагается примерно в 4 км от берега Венесуэлы и примерно в 10 км от города Чакачакаре (Тринидад и Тобаго), в проливе Бока-Гранде. Длина острова насчитывает 1,1 км, ширина — 0,6 км.

## Флораифауна
На острове произрастают растения-ксерофилы, в том числе кактусы, просописы, и некоторые кустарники.
Фауна острова сравнительно мала по количеству видов. На острове обычны игуаны и змеи, а также горные козлы.

## История
Патос являлся частью британской колонии Тринидад и Тобаго. С 26 февраля 1942 года является частью Венесуэлы. 9 августа 1947 года этот и некоторые другие острова Карибского моря получили статус национальных парков.